# Orbex
Orbital Express Launch Ltd., of Orbex, is een in het Verenigd Koninkrijk gevestigd ruimtevaartbedrijf dat een kleine commerciële ruimteraket ontwikkelt genaamd Prime. Orbex heeft het hoofdkantoor in Forres, Moray, in Schotland en heeft dochterondernemingen in Denemarken en Duitsland. Het toekomstige lanceerplatform, Sutherland Spaceport, wordt gebouwd op het schiereiland A' Mhòine in het graafschap Sutherland, in het noorden van Schotland.
De eerste testlancering van de raket Prime is gepland voor de zomer van 2025 gevolgd door commerciële lanceringen vanaf 2026.
In december 2024 pauzeerde Orbex de bouw van een eigen lanceerinstallatie in Sutherland. In plaats daarvan zal in eerste instantie worden gelanceerd vanaf SaxaVord Spaceport zodat het bedrijf meer personeel kan inzetten voor de ontwikkeling van de Prime.